# Nanteuil-le-Haudouin
Nanteuil-le-Haudouin település Franciaországban, Oise megyében. Lakosainak száma 4274 fő (2022. január 1.). Nanteuil-le-Haudouin Chèvreville, Montagny-Sainte-Félicité, Ognes, Péroy-les-Gombries, Silly-le-Long, Versigny és Villers-Saint-Genest községekkel határos.

## Népesség
A település népességének változása:
| Lakosok száma | 3688 | 4093 | 4260 | 4296 | 4249 | 4201 | 4153 | 4185 | 4274 |
|               | 2013 | 2015 | 2016 | 2017 | 2018 | 2019 | 2020 | 2021 | 2022 |